# Lesley Gore
Lesley Sue Goldstein (Nova Iorque, 2 de maio de 1946 – 16 de fevereiro de 2015), conhecida profissionalmente como Lesley Gore, foi uma cantora, compositora, atriz e ativista americana. Aos dezesseis anos de idade, Gore gravou o hit pop "It's My Party", que alcançou o primeiro lugar nas paradas musicais dos Estados Unidos em 1963. Ela continuou o sucesso com mais dez canções que alcançaram o top 40 da Billboard, incluindo "Judy's Turn to Cry" e "You Don't Own Me".
Posteriormente, Gore trabalhou como atriz e personalidade de televisão. Ela compôs músicas com seu irmão, Michael Gore, para o filme Fama (1980), pelo qual foi indicada a um Oscar. Nos anos 2000, Gore apresentou várias edições do In the Life, programa de notícias da PBS direcionado ao público LGBT.

## Início de vida
Lesley Sue Goldstein nasceu no Brooklyn, na cidade de Nova Iorque, em uma família judaica de classe média. Ela era filha de Leo Goldstein e Ronny Gore. Seu pai era dono da Peter Pan, fabricante de trajes de banho infantis, e posteriormente tornou-se um agente de licenciamento de marcas na indústria do vestuário. Gore foi criada em Tenafly, Nova Jérsei, e frequentou a Dwight School for Girls em Englewood. Ela também estudou no Sarah Lawrence College.

## Carreira

### 1963–1979: Sucesso comercial
Quando ela gravou sua versão de "It's My Party" com Quincy Jones em 1963, Gore estava no segundo ano do ensino médio. A canção tornou-se um hit nos Estados Unidos e alcançou o topo das paradas musicais do país. A versão de Gore recebeu um disco de ouro. O sucesso da canção marcou o início de uma era na qual fãs apareciam no seu quintal.
"It's My Party" foi seguida por vários outros hits de Gore, incluindo sua sequência, "Judy's Turn to Cry" (5.º lugar nas paradas); "She's a Fool" (5.º lugar); a canção de temática feminista "You Don't Own Me", que vendeu milhões de cópias e ficou em segundo lugar nas paradas por três semanas, atrás apenas de "I Want To Hold Your Hand", dos Beatles; "That's the Way Boys Are" (12.º lugar); "Maybe I Know" (14.º lugar nos EUA / 20.º lugar no Reino Unido); "Look of Love" (27.º lugar); e "Sunshine, Lollipops and Rainbows" (13.º lugar), canção que ela cantou durante uma cena do filme Ski Party, de 1965. Em 1965, Gore também apareceu no filme The Girls on the Beach, no qual cantou três músicas: "Leave Me Alone", "It's Gotta Be You", e "I Don't Want to Be a Loser".
Gore teve a primeira chance de gravar "A Groovy Kind of Love", das compositoras Carole Bayer Sager e Toni Wine com uma melodia emprestada de uma sonatina de Muzio Clementi, mas Shelby Singleton, produtor da Smash Records, recusou-se a deixar Gore gravar uma canção com a palavra "groovy" na letra. A música, por fim, foi gravada pelo The Mindbenders e alcançou o segundo lugar nas paradas da Billboard.
Gore gravou a primeira composição de sucesso de Marvin Hamlisch, "Sunshine, Lollipops and Rainbows", em 21 de maio de 1963, enquanto "It's My Party" estava subindo nas paradas. Entre 1963 e 1965 seu produtor musical foi Quincy Jones. O dentista de Jones era tio de Marvin Hamlisch, e Hamlisch pediu ao seu tio para mostrar várias canções para Jones. "Sunshine, Lollipops and Rainbows" foi lançada no LP Lesley Gore Sings of Mixed-Up Hearts, mas não foi um single até junho de 1965. Hamlisch compôs três outras canções relacionadas a Gore: "California Nights", "That's the Way the Ball Bounces" e "One by One". "That's the Way the Ball Bounces" foi gravada em 21 de setembro de 1963, na A & R Recording em Nova Iorque; a música foi lançada como o lado B de "That's the Way Boys Are" e apareceu no LP Boys Boys Boys. "One by One" foi uma faixa não lançada gravada em 31 de julho de 1969, em Nova Iorque, e produzida por Paul Leka; a canção esteve na antologia de cinco discos do trabalho de Gore na Mercury Records intitulada It's My Party (1994).
Gore foi uma das atrações do filme/concerto T.A.M.I. Show, gravado e lançado em 1964 pela American International Pictures, e colocado no National Film Registry em 2006. Gore teve um dos shows mais longos do filme, com seis músicas, incluindo "It's My Party", "You Don't Own Me" e "Judy's Turn to Cry".
Gore cantou em dois episódios consecutivos da série de televisão Batman (19 e 25 de janeiro de 1967), no qual ela fez uma participação especial como Pussycat, um dos asseclas da Mulher-Gato. No episódio de 19 de janeiro "That Darn Catwoman", ela dublou a canção "California Nights", produzida por Bob Crewe, e no episódio de 25 de janeiro "Scat! Darn Catwoman", ela dublou "Maybe Now". "California Nights", que Gore gravou para seu álbum homônimo de 1967, a levou de volta para o topo da Hot 100. O single atingiu a 16.ª posição em março de 1967, após catorze semanas na parada. Foi sua primeira canção a alcançar o top 40 desde "My Town, My Guy and Me" no final de 1965 e a primeira a alcançar o top 20 desde "Sunshine, Lollipops and Rainbows". Gore também cantou "It's My Party" e "We Know We're in Love" dez meses antes no episódio final de The Donna Reed Show, que foi ao ar em 19 de março de 1966.
Após o ensino médio, enquanto continuava a carreira de cantora, Gore frequentou o Sarah Lawrence College, onde estudou Literatura Britânica e Americana. Na faculdade, música folk era considerada "chique", enquanto a música pop era frequentemente ridicularizada e considerada como algo "não legal". "Se eu fosse alta com cabelos loiros, se eu fosse Mary Travers, eu teria me dado bem [na faculdade]", disse. Ela se formou em 1968.
Gore assinou um contrato com a Mercury Records por um período de cinco anos que carregou suas obrigações para com a empresa na primavera de 1968. Seu último sucesso havia sido 12 meses antes dessa época, mas a Mercury ainda via nela uma promessa como artista e acreditava que um dos seus novos singles fariam sucesso como no passado. Eles ofereceram uma extensão de um ano no contrato inicial, e Gore foi formalmente contratada pela Mercury pelo sexto ano. Durante esse período, "He Gives Me Love (La La La)", single baseado na canção vencedora do Festival Eurovisão da Canção em 1968, alcançou a 98.ª posição nas paradas da Music Business. Apesar dos esforços da Mercury para promover o single, a canção teve um bom desempenho em apenas alguns mercados importantes da música. Gore passou a trabalhar com os produtores Kenny Gamble, Leon Huff e Thom Bell em dois singles que foram sua porta de entrada para a música soul: "I'll Be Standing By" e "Take Good Care (Of My Heart)". Estas canções não se encaixaram com a imagem que a Mercury havia planejado para Gore, e os singles não foram lançados. Seu contrato com a Mercury terminou após o lançamento de "98.6/Lazy Day" e "Wedding Bell Blues", que fracassaram nas paradas musicais.
Em 1970, Gore assinou um contrato com a Crewe Records e trabalhou novamente com o produtor Bob Crewe, que produziu seu álbum California Nights.

### 1980–2014: Como compositora
Gore compôs músicas para a trilha sonora do filme Fama, de 1980, pelo qual ela recebeu uma indicação ao Oscar pela canção "Out Here on My Own", escrita com seu irmão Michael. Ele ganhou o Oscar de Melhor Canção Original pela música tema do mesmo filme. Gore fez shows e apareceu em vários programas televisivos durante as décadas de 1980 e 1990.
Gore co-escreveu uma canção, "My Secret Love", para o filme de 1996 Grace of My Heart. O filme inclui uma subtrama sobre uma jovem cantora chamada Kelly Porter, interpretada por Bridget Fonda e parcialmente inspirada em Gore. A personagem, que é lésbica não assumida, canta "My Secret Love" no filme.
Em 2005 Gore gravou Ever Since (seu primeiro álbum de inéditas desde Love Me By Name em 1976), com o produtor e compositor Blake Morgan, na gravadora Engine Company Records. O álbum recebeu críticas favoráveis do The New York Times, Rolling Stone, Billboard, e outros veículos de imprensa dos Estados Unidos. O disco também inclui uma versão revisada de "You Don't Own Me", sobre a qual o New York Daily News escreveu: "Na nova versão de 'You Don't Own Me, — mais de 40 anos após a primeira gravação — Lesley Gore dá uma nova vida ao clássico pop." Gore comentou: "Sem a faixa de de fundo alta, eu poderia extrair mais significado da letra. [...] É uma canção que tem um novo significado a cada vez que você canta."

## Vida pessoal
A partir de 2003, Gore apresentou várias edições do In the Life, programa da PBS direcionado ao público LGBT. Em uma entrevista de 2005 ao site After Ellen, ela se assumiu lésbica e disse que estava em uma relação com a designer de joias de luxo Lois Sasson desde 1982. Gore sabia que tinha atração por mulheres desde os 20 anos de idade e declarou que, embora a indústria musical fosse "totalmente homofóbica", ela nunca sentiu que precisasse fingir que era heterossexual. "Eu só vivi a minha vida naturalmente e fiz o que queria fazer", disse. "Eu não evitei nada, não coloquei na cara de ninguém."
Gore estava trabalhando em um livro de memórias e um espetáculo da Broadway baseado na sua vida quando morreu de câncer de pulmão em 16 de fevereiro de 2015, em Manhattan, Nova Iorque, aos 68 anos de idade. No ano da sua morte, Gore e Lois Sasson estavam juntas há 33 anos e planejavam se casar no verão de 2015.
Seu obituário no New York Times diz: "com canções como 'It's My Party', 'Judy's Turn to Cry', e o single desafiador de 1964 'You Don't Own Me' — todas gravadas antes dela ter 18 anos de idade — Gore tornou-se a voz de adolescentes afligidas por namorados inconstantes, passando da autopiedade chorosa para a autoafirmação feroz."

## Prêmios e reconhecimento
Em 1964, "It's My Party" foi indicada ao Grammy de Melhor Gravação de Rock and Roll.
A National Public Radio nomeou Lesley Gore Sings of Mixed-Up Hearts, seu segundo álbum, como o precursor de um dos 150 melhores álbuns gravados por mulheres. O disco perdeu a lista oficial (1964–presente) porque foi lançado em 1963. "Ela é uma precursora de sua afirmação do poder feminino no pop e sua validação de uma perspectiva feminina.

## Discografia
- I'll Cry If I Want To (1963)
- Lesley Gore Sings of Mixed-Up Hearts (1963)
- Boys, Boys, Boys (1964)
- Girl Talk (1964)
- My Town, My Guy & Me (1965)
- Lesley Gore Sings All About Love  (1966)
- Off and Running (1967, canceled)
- California Nights (1967)
- Magic Colors (1967, canceled)
- Someplace Else Now (1972)
- Love Me By Name (1976)[29]
- The Canvas Can Do Miracles (1982)
- Ever Since (2005)
- Magic Colors: The Lost Album (2011)[30]

## Filmografia

### Cinema
| Ano  | Filme                                                  | Papel     | Notas                                                                    |
| ---- | ------------------------------------------------------ | --------- | ------------------------------------------------------------------------ |
| 1964 | The T.A.M.I Show                                       | Ela mesma | Documentário                                                             |
| 1965 | The Girls on the Beach                                 | Ela mesma | Canta "Leave Me Alone", "It's Gotta Be You" e "I Don't Wanna Be A Loser" |
| 1965 | Ski Party                                              | Ela mesma | Canta "Sunshine, Lollipops and Rainbows"                                 |
| 1968 | The Pied Piper of Astroworld                           | Bo Peep   | Telefilme                                                                |
| 1977 | Good Old Days                                          | Ela mesma | Telefilme                                                                |
| 1985 | Good Time Rock 'n' Roll                                | Ela mesma | Documentário televisivo                                                  |
| 1986 | Deja View                                              | Ela mesma |                                                                          |
| 1988 | Legendary Ladies of Rock & Roll                        | Ela mesma | Especial de televisão                                                    |
| 1990 | Listen Up: The Lives of Quincy Jones                   | Ela mesma | Documentário                                                             |
| 1991 | Golden Age of Rock 'n' Roll                            | Ela mesma | Documentário televisivo                                                  |
| 1992 | In the Life                                            | Ela mesma | Documentário televisivo                                                  |
| 1998 | Quincy Jones... The First 50 Years                     | Ela mesma | Documentário televisivo                                                  |
| 2000 | Hollywood Rocks the Movies: The Early Years (1955–1970 | Ela mesma | Documentário televisivo                                                  |
| 2003 | Rock at Fifty                                          | Ela mesma | Documentário televisivo                                                  |
| 2008 | An Evening with Quincy Jones                           | Ela mesma | Documentário televisivo                                                  |
| 2008 | Airplay: The Rise and Fall of Rock Radio               | Ela mesma | Documentário                                                             |

### Televisão
| Ano          | Nome                                    | Papel        | Notas |
| ------------ | --------------------------------------- | ------------ | --- |
| 1963         | Club 1270                               | Ela mesma    | |
| 1963         | The Keefe Brasselle Show                | Ela mesma    | |
| 1963         | American Bandstand                      | Ela mesma    | 6.ª temporada, Episódio 194, AB-1528: Lesley Gore – exibido em 30 de maio de 1963. |
| 1963– 64     | Thank Your Lucky Stars                  | Ela mesma    | Convidada recorrente; 2 episódios |
| 1963– 70     | The Ed Sullivan Show                    | Ela mesma    | Convidada recorrente; 4 episódios: 16.ª temporada, Episódio 3 – Outros convidados: Tony Bennett, Frank Gorshin, Bob & Ray – exibido em 13 de outubro de 1963; 17.ª temporada, Episódio 18 – Outros convidados: Burt Lancaster, Mickey Rooney, Miriam Makeba, Shelley Berman – exibido em 31 de janeiro de 1965; 21.ª temporada, Episódio 32 – Outros convidados: Smokey Robinson & The Miracles, Gwen Verdon; 22.ª temporada, Episódio 30 – Outros convidados: Richie Havens, Moms Mabley, Stiller & Meara – exibido em 26 de abril de 1970. |
| 1963– 75     | New American Bandstand 1965             | Ela mesma    | Convidada recorrente; 3 episódios: 10.ª temporada, Episódio 31 – Outro convidado: The Music Machine – exibido em 8 de abril de 1967; 10.ª temporada, Episódio 4 – exibido em 1 de outubro de 1966; 19.ª temporada, Episódio 4 – exibido em 27 de setembro de 1975. |
| 1964         | The Beat Room                           | Ela mesma    | |
| 1964         | The Lloyd Thaxton Show                  | Ela mesma    | 4.ª temporada, Episódio 10 – exibido em 28 de setembro de 1964 |
| 1965         | Fanfare                                 | Ela mesma    | 1.ª temporada, Episódio 7 – outros convidados: Tom Jones, Herb Alpert and the Tijuana Brass – exibido em 31 de julho de 1965 |
| 1965         | Shindig!                                | Ela mesma    | Convidada recorrente; 2 episódios: 1.ª temporada, Episódio 30 – Show 30 – 7 de abril de 1965 – outros convidados: Tina Turner, Marvin Gaye, Larry Hovis, Martha and the Vandellas, Righteous Brothers 2.ª temporada, Episódio 5 – Show 56 – 30 de setembro de 1965 – outros convidados: Mickey Rooney (apresentador convidado), Major Lance, The Turtles |
| 1965         | Hollywood A Go-Go                       | Ela mesma    | |
| 1965– 66     | Hullabaloo                              | Ela mesma    | Convidada recorrente; 3 episódios: 1.ª temporada, Episódio 8 – Show #8 – Apresentadora: Trini Lopez – exibido em 2 de março de 1965; 2.ª temporada, Episódio 7 – Show#25 – Apresentador: Peter Noone – exibido em 1 de novembro de 1965; 2.ª temporada, Episódio 16 – Show #34 – Apresentador: Roger Smith – exibido em 3 de janeiro de 1966; 2.ª temporada, Episódio 30 – Show #48 – Apresentador: Paul Anka – exibido em 11 de abril de 1966. |
| 1965– 70     | Merv Griffin Show                       | Ela mesma    | Convidada recorrente: 8 episódios: 2.ª temporada, Episódio 76 –23 de agosto de 1965; 5.ª temporada, Episódio 104 – 25 de janeiro de 68; 5.ª temporada, Episódio 157 – exibido em 9 de abril de 1968; 6.ª temporada, Episódio 96 – exibido em 13 de janeiro de 1969; 6.ª temporada, Episódio 154 – exibido em 3 de abril de 1969; 7.ª temporada, Episódio 162 – exibido em 2 de abril de 1970; 7.ª temporada, Episódio 239 – exibido em 16 de julho de 1970; 7.ª temporada, Episódio 243 – exibido em 22 de julho de 1970. Exibido em 2 de abril de 1970 |
| 1965– 71     | The Mike Douglas Show                   | Ela mesma    | Convidada recorrente; 13 episódios: The Mike Douglas Show 4.ª temporada: Episódio 237 – 4 de agosto de 1965, 5.ª temporada, Episódio 47 – exibido em 9 de novembro de 1965, 5.ª temporada, Episódio 216 – exibido em 11 de julho de 1966, 6.ª temporada: Episódio 16 – exibido em 26 de setembro de 1966, 6.ª temporada: Episódio 92 – exibido em 10 de janeiro de 1967, 6.ª temporada: Episódio 176 – exibido em 8 de maio de 1967, 7.ª temporada: Episódio 106 – exibido em 29 de janeiro de 1968, 7.ª temporada: Episódio 201 – exibido em 10 de junho de 68, 8.ª temporada: Episódio 42 – exibido em 5 de novembro de 1968, 8.ª temporada: Episódio 150 –exibido em 4 de abril de 1969, 9.ª temporada: Episódio 25 – exibido em 3 de outubro de 1969, 9.ª temporada: Episódio 51 – exibido em 10 de novembro de 1969, 9.ª temporada: Episódio 136 – 9 de março de 1970, 10.ª temporada: Episódio 118 – exibido em 17 de fevereiro de 1971 |
| 1965         | Shivaree                                | Ela mesma    | 2.ª temporada, Episódio 16 – Show #48 0 exibido em 25 de dezembro de 1965. |
| 1966         | The Andy Williams Show                  | Ela mesma    | 5.ª temporada, Episódio 10 – exibido em 13 de novembro de 1966. |
| 1966         | The Donna Reed Show                     | Ela mesma    | 8.ª temporada, Episódio 27: "By-Line—Jeff Stone" – exibido em 19 de março de 1966 |
| 1966         | Where the Action Is                     | Ela mesma    | 6.ª temporada, Episódio 237 – exibido em 10 de setembro de 1966, outros convidados: The Four Tops |
| 1967         | The Match Game                          | Ela mesma    | 6.ª temporada, Episódio 6 – Lesley Gore & Soupy Sales – exibido em 9 de outubro de 1967 |
| 1967         | Batman                                  | Pussycat     | Papel recorrente; 2 episódios: 2.ª temporada, episódio 40 – That Darn Catwoman – exibido em 19 de janeiro de 1967; 2.ª temporada, Episódio 41 – Scat! Darn Catwoman – exibido em 25 de janeiro de 1967. |
| 1967         | Dream Girl of '67                       | Ela mesma    | Papel recorrente; 5 episódios |
| 1967         | Malibu U                                | Ela mesma    | 1.ª temporada, Episódio 4 – exibido em 11 de agosto de 1967 – Outros convidados incluem The Turtles e Lou Rawls |
| 1967         | Binnen en Buiten                        | Ela mesma    | |
| 1967– 68     | The Joey Bishop Show                    | Ela mesma    | Convidada recorrente; 3 episódios: 1.ª temporada, Episódio 78 – exibido em 2 de agosto de 1967; 2.ª temporada, Episódio 122 – exibido em 8 de março de 1968; 2.ª temporada, Episódio 128 – exibido em 18 de março de 1968. |
| 1968         | Happening '68                           | Ela mesma    | [ 34 ] |
| 1968         | What's My Line?                         | Ela mesma    | Convidada surpresa; 1.ª temporada, Episódio 131 – exibido em 31 de janeiro de 1968 |
| 1969– 70     | Della                                   | Ela mesma    | Convidada recorrente; 2 episódios: 1.ª temporada, Episódio 14 – exibido em 26 de junho de 1969; 1.ª temporada, Episódio 154 – exibido em 13 de janeiro de 1970. |
| 1970         | Playboy After Dark                      | Ela mesma    | Convidada recorrente; 2 episódios – 2.ª temporada, Episódio 11 – Outros convidados: Don Adams, Fleetwood Mac, Arte Johnson – exibido em 8 de janeiro de 1970. |
| 1970         | The Tonight Show Starring Johnny Carson | Ela mesma    | 8.ª temporada, Episódio 41 700701 – exibido em 1 de julho de 1970 |
| 1970– 71     | The Rolf Harris Show                    | Ela mesma    | Convidada recorrente; 2 episódios |
| 1970         | The David Frost Show                    | Ela mesma    | Convidada recorrente; 2 episódios – 2.ª temporada, Episódio 104 – exibido em 22 de janeiro de 1970; 3.ª temporada, Episódio 59 – exibido em 17 de dezembro de 1970. |
| 1970         | The Dick Cavett Show                    | Ela mesma    | 5.ª temporada, Episódio 55 – exibido em 22 de janeiro de 1970. |
| 1971         | The Virginia Graham Show                | Ela mesma    | |
| 1975–76      | The Midnight Special                    | Ela mesma    | Apresentadora convidada – 5.ª temporada, Episódio 2 – exibido em 24 de setembro de 1976. Convidada em 2 episódios: 3.ª temporada, Episódio 34 – Apresentador: Chubby Checker; 4.ª temporada, Episódio 21 – Apresentador: David Brenner, outro convidado: Fleetwood Mac |
| 1976         | Dinah!                                  | Ela mesma    | 2.ª temporada, Episódio 167 – exibido em 24 de maio de 1976 |
| 1977         | Sha Na Na                               | Ela mesma    | |
| 1977         | $20,000 Pyramid                         | Ela mesma    | $20,000 Pyramid – 6.ª temporada, Episódio 6 – exibido em 10 de outubro de 1977 |
| 1970         | Our Time                                | Ela mesma    | |
| 1982–83      | All My Children                         | June Gordan  | 6 episódios; cantou a canção "Easy to Say, Hard to Do", escrita para o programa. |
| 1998         | Murphy Brown                            | Ela mesma    | Episódio: 10.ª temporada, Episódio 16: "Opus One" |
| 1998         | A Capitol Fourth                        | Ela mesma    | Lesley se apresentou na comemoração da Independência dos Estados Unidos "A Capitol Fourth", em Washington. O show foi transmitido nacionalmente pela PBS na noite de 4 de julho de 1998. |
| 2001         | Walk on By: The Story of Popular Song   | Ela mesma    | Episódio: "Producer Pop" |
| 2001         | Biography                               | Ela mesma    | Episódio: "Lesley Gore: 'It's Her Party'" |
| 2002         | Hollywood Squares                       | Ela mesma    | Convidada recorrente; 2 episódios |
| 2005         | Party Planner with David Tutera         | Ela mesma    | Episódio: "Broadway Legend's Soiree" |
| 2006         | In the Life                             | Ela mesma    | 1.ª temporada, Episódio 116 – exibido em 1 de janeiro de 2006 |
| 2007         | TV Land Confidential                    | Ela mesma    | Episódio: "Music" |
| Desconhecido | Days of Our Lives                       | Desconhecido | |
| Desconhecido | Gay USA                                 | Desconhecido | |